# Sant'Onofrio al Gianicolo
Sant'Onofrio al Gianicolo är en kyrkobyggnad i Rom, helgad åt den helige eremiten Honofrius. Kyrkan är belägen på kullen Janiculum i Rione Trastevere och uppfördes omkring år 1439. I interiören återfinns diktaren Torquato Tassos gravmonument.